# Pere d'Aragó i d'Anjou
Pere d'Aragó i d'Anjou o Pere I d'Empúries i IV de Ribagorça (Barcelona, 1305 - Pisa, República de Pisa, 4 de novembre de 1381) fou infant d'Aragó, comte de Ribagorça (1322-1381), comte d'Empúries (1325-1341), comte de les Muntanyes de Prades (1341-1381), senyor de la baronia d'Entença (1341-1381) i senyor de Gandia (1323-1359).

## Llinatge
Nascut l'any 1305, era el vuitè fill del monarca Jaume II de Catalunya-Aragó i Blanca de Nàpols. La seva nissaga i els dots polítics que va desenvolupar, li varen permetre ser un personatge força influent a l'època. De ben jove, va conrear les seves qualitats com a polític cortesà, com a diplomàtic en afers d'estat i com a militar, destacant també com a savi, poeta i mecenes. El cronista Ramon Muntaner va qualificar-lo de «molt graciós e savi senyor, e el plus subtil que senyor qui e·l món sia tan jove, e de totes bonees e savieses complit».
El seu pare, Jaume II, el va nomenar comte de Ribagorça i senyor de diversos territoris al Regne de València l'any 1322.
Es va casar al 12 de maig de 1331, a Castelló d'Empúries, amb Joana de Foix, filla del comte Gastó I de Foix. D'aquest matrimoni tingué quatre fills:
- Alfons IV de Ribagorça (1332-1412), comte de Ribagorça, senyor de Gandia, marquès de Villena i comte de Dénia
- Elionor d'Aragó (1333-1416), casada el 1353 amb Pere I de Xipre
- Joan de Prades (1335-1414), comte de Prades i baró d'Entença
- Jaume de Prades, bisbe de Tortosa i de València

## Ascens als trons comtals
El seu pare el va investir comte de Ribagorça, acabat de reinstaurar, i senyor de diversos territoris al Regne de València l'any 1322. El 1325, també va esdevenir comte d'Empúries, gràcies a la permuta aconseguida amb el comte Hug VI d'Empúries a canvi d'algunes possessions valencianes que Pere tenia. El 1329, va ser nomenat senescal de Barcelona i, en conseqüència, va passar a exercir de cap de govern i cap de l'exèrcit reial.
En morir Jaume II, fou l'encarregat, el 1328, de preparar la solemne coronació a Saragossa del seu germà Alfons com a rei. El 1341 va bescanviar amb el seu germà petit, l'infant Ramon Berenguer, el comtat d'Empúries pel de les Muntanyes de Prades. Pere va veure molt augmentades les seves rendes amb la descoberta de mines en el territori d'aquest darrer.

## Activitat senyorial
Va donar un gran impuls al comtat de les Muntanyes de Prades (popularment conegut com a comtat de Prades) i a la baronia d'Entença amb la reactivació de les explotacions mineres al terme de Falset, l'expansió urbanística d'aquesta vila i la reforma del seu castell, que va convertir en la capital senyorial. Al sud de la senyoria, va construir l'Hospital del Coll de Balaguer, per atendre els viatgers que travessaven aquell tram feréstec del camí reial de la costa, al voltant del qual es formà el poble de l'Hospitalet de l'Infant

## Vida política
Fou un home molt centrat en la política del moment i un gran diplomàtic. El 1328 anà a Avinyó per gestionar l'establiment d'una pau entre Sicília i Nàpols. Durant el regnat del seu nebot Pere III el Cerimoniós en fou un dels homes de confiança i principal conseller. Així, va mitjançar entre les disputes del Cerimoniós amb la seva madrastra Elionor de Castella i els seus fills. Participà en l'expedició a Mallorca de 1343 i en la guerra de Castella. Fou lloctinent general del rei als regnes peninsulars mentre el monarca dirígí l'expedició militar a Sardenya de 1354-1355. El 1367 va aconseguir que el papa d'Avinyó Urbà V pogués retornar a Roma, si bé fou per poc temps. Quan ell va prendre posició a favor del papa de Roma, va intentar treure de la neutralitat el rei Pere en la qüestió del Cisma d'Occident, sense èxit.

## Títols i successors
- A 20 de març del 1347: Nós, infant En Pere, comte de Ribagorça e de les Muntanyes de Prades[5]